# Historia de Torreón
El nombre de la ciudad de Torreón es en referencia a una construcción en la que había un torreón que se utilizaban para los vigías, construido en 1850 por Pedro Santa Cruz junto a la Presa del Carrizal.

## Época precolombina

### La Comarca Lagunera
Torreón forma parte de la Comarca Lagunera, que abarca el suroeste de Coahuila, gran parte del norte de Durango y una pequeña parte del norte de Zacatecas. Hace millones de años esta región estaba cubierta bajo el mar. Las montañas de la zona se formaron a lo largo de varios miles de años por la sedimentación de la caliza que formó la unión de conchas y caparazones marinos con finas sales de calcio.
Cuando este mar descubrió la tierra, al final del periodo mesozoico solo quedaron dos grandes ríos que regaban las bastas praderas (El río Buen Aval) hoy llamado Aguanaval y el Del Nasas y Parras hoy conocido como Nazas que desembocaban en grandes lagunas que dieron el nombre a la región, la Laguna de Mayrán y la de Viesca. Su fauna era rica, desde caballos, osos de las cavernas, ciervos y bisontes hasta el tigre dientes de sable, el mastodonte y el mamut.

### Los primeros asentamientos humanos
Las primeras tribus de la región se establecieron hace más de 12,000 años en las cercanías de los ríos Nazas y Aguanaval. Entre estas tribus cabe destacarse los Paoquis, Caviseres, Ahomanes, Nauopas, Irritilas, estos últimos también llamados laguneros, etc. Son parte de una masiva oleada proveniente del norte de México, como los coahuiltecos y los Tamaulipas, conchos, tobosos y los laguneros 
zacatecos y guachichiles. Sus características fueron propias de su adaptación al clima desértico y sus costumbres, ritos religiosos y su estilo guerrero eran similares entre sí.

## Época colonial

### La Nueva Vizcaya
La exploración española comenzó en 1531 con la expedición de Nuño Beltrán de Guzmán. En las siguientes décadas, especialmente bajo el liderazgo de Francisco de Ibarra, se fundaron asentamientos más adentro del territorio y aún más al norte de la ciudad de Zacatecas, cuando fueron descubiertos yacimientos de plata. Ibarra nombró esa nueva área como Nueva Vizcaya en honor de su tierra natal Vizcaya (uno de los territorios históricos del País Vasco). La Nueva Vizcaya incluyó los modernos estados mexicanos de Chihuahua y Durango, así como áreas del oriente de Sonora y Sinaloa, y el suroeste de Coahuila. La región cayó bajo la jurisdicción judicial de la Real Audiencia de Guadalajara, así como su administración. Como parte de las Reformas borbónicas, en 1777 las provincias del norte del Virreinato fueron organizadas en la Comandancia General de las Provincias Internas, la cual fue una entidad autónoma del Virreinato en cuestiones militares y administrativas, pero apoyada financieramente por el mismo.
Las primeras expediciones a esta zona se dieron por el religioso Fray Pedro Espinareda en el año de 1566, Francisco Cano en 1568, Martín López de Ibarra en 1569, y Alberto del Cano en 1577 quienes recorrieron las regiones del sur de Coahuila incluso apoderándose de algunas de ellas en nombre del rey español, fundando así la Nueva Vizcaya que estaba constituida por el sur de Coahuila y gran parte de Chihuahua y Durango.
La Nueva Vizcaya estuvo a cargo de un gobernador establecido en Durango, que dependía del virrey de la Nueva España en cuanto a actividades de hacienda y de guerra. En 1796, se suprimió el nombre del reino y se estableció una comandancia de provincias internas, en la cual, la región lagunera pasa a ser parte de San Luis Potosí.

## México independiente,sigloXIX

### Rancho el Torreón
A la familia Navarro la Hacienda de San Lorenzo de la Laguna, a la cual pertenecían las tierras de lo que después fue la Hacienda del Torreón. Luego de la división de las tierras en 1850, el señor Zuloaga construye la presa del carrizal y el primer torreón.
Debido a la creciente población de Parras de la laguna, fueron naciendo nuevas rancherías que se extendieron al poniente hasta llegar a lo que hoy es Torreón. Fue entre 1850 y 1972 que se fundaron: La Escondida, La Soledad, Barbada, San José de los Álamos, San Marcos, San Francisco, Guadalupe o de la Horca, Rancho El Torreón (1855), Hacienda del Torreón (1867), San Vicente, San Antonio de los Bravos, La Trinidad, Los Agüeros, Santa Lucía, El Potrillo, Las Piedritas, El Camino, Las Barrancas de San Buenaventura, Jaboncillo, Hormiguero (1868), Rancho de San Fernando (1856), Rancho de las Huertas, Rancho de Santa Cruz, La Torreña, Rancho de Leocadios, El Cuba y Rancho del Estero.

### El Ferrocarril y La Estación del Torreón

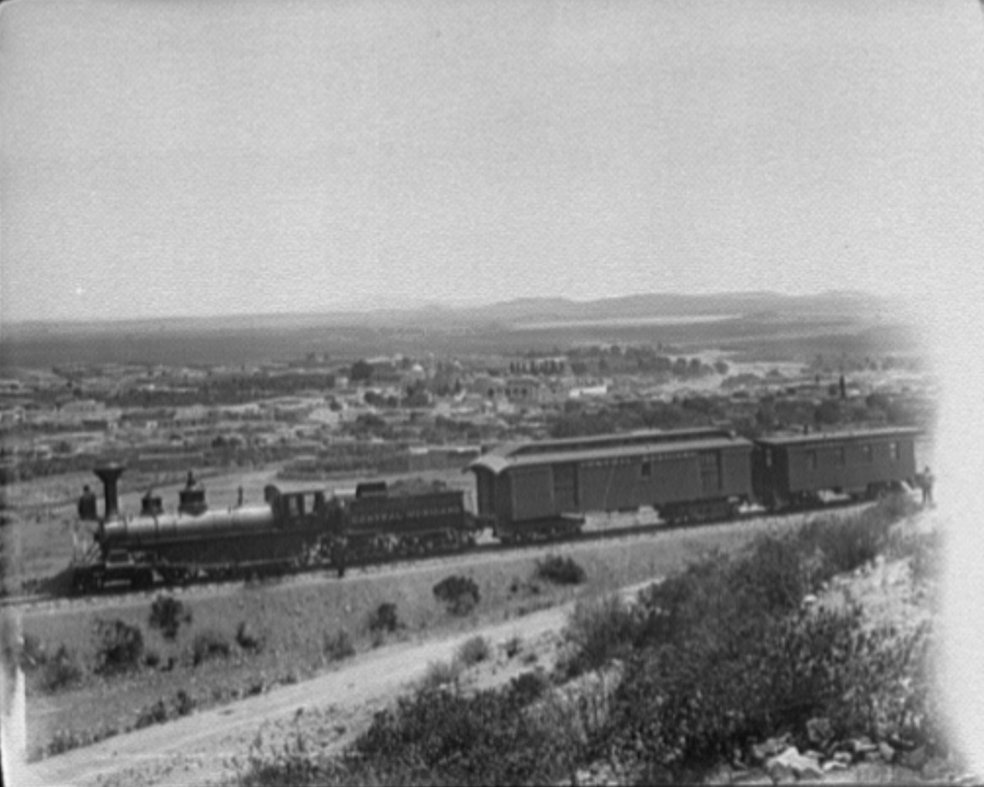
"Ferrocarril arribando a Torreón a finales del siglo XIX".

Torreón tiene sus orígenes estrechamente ligados al ferrocarril, y en específico, al paso de los ferrocarriles hacia y desde la frontera con los Estados Unidos. El lugar en donde ahora se asienta la Ciudad de Torreón fue antes un cruce de vías en donde se instaló una edificación a manera de torre (en realidad un torreón) para la vigilancia de las avenidas del río.
El 23 de septiembre de 1883, llegaron las paralelas de acero al Rancho de Torreón. Las tierras donde fueron construidas fueron donadas por La Sra. Zuloaga, viuda de Don Leonardo. La construcción incluyó un puente de madera sobre el vado del río Nazas. Este puente fue destruido por una avenida del río el 24 de agosto de 1885.
El 23 de septiembre de 1886, la casa Rapp, Sommer y Compañía, adquirió por compra la hacienda de San Antonio del Coyote y sus anexos. El señor Andrés Eppen planeaba crear un centro de población junto a la estación, solicitando los servicios del Ingeniero Federico Wulff. Las manzanas se empezaron a trazar y en enero de 1888 empezó la venta de terreno. En marzo de ese año llegó a Torreón el primer ferrocarril internacional, lo cual despertó el interés de los compradores de tierra para hacer nuevas adquisiciones.
El señor Epen ordenó la construcción de un mercado y una plaza de armas en las manzanas 32 y 34. Mientras aumentaba el movimiento ferroviario, la población aumentaba y las actividades de comercio de la Estación del Torreón se desarrollaban.

### La Villa del Torreón
A consecuencia del crecimiento de la población, la Estación del Torreón requería que fuera elevada a la categoría de villa a fin de organizar un ayuntamiento para administrar la zona. Algunos colonos de la estación realizaron gestiones ante el ejecutivo para que se le dé a la estación esta categoría , obteniéndose el nombramiento el 24 de febrero de 1893; el primer presidente de la villa fue Antonio Santos Coy. El 25 de septiembre de este año, el gobernador, Lic. José María Múzquiz, ordenó que se diera cumplimiento al decreto. esto fue escrito por Marlene Andrea García Serrano

### Desarrollo industrial, comercial y agrícola
En la última década del siglo XIX, debido a la llegada de inversioneros, se crearon algunas industrias en la región como la fábrica de hilos y tejidos “La Constancia” y la compañía manufacturera “La Alianza S.A., que fabricaba aceites y jabones. Sin embargo, la principal fuente de ingresos, seguía siendo la agricultura, principalmente la siembra de algodón.
En 1897 el D. Joaquín Serrano le compró los derechos de una inversión para construir una planta eléctrica al D. Rafael Aguirre, y asociándose con José Farjas, electrificó la villa de Torreón.
Para 1898 abren sus puertas la sucursal del las Bancas de Coahuila, la del Banco de Londres y México y la del Banco Americano. Posteriormente se instalan el Banco Chino, la sucursal del Banco Nacional de México, del Banco Agrícola Hipotecario y las agencias del Banco Mercantil de Monterrey y del Banco de Nuevo León.
El 31 de diciembre de 1900, y el 5 de julio de 1901, se extendieron las escrituras de los terrenos en que se habían de levantar las construcciones del más importante negocio industrial de la Laguna, que fue y sigue siendo la Fundación Metalúrgica, que en aquel entonces era reconocida como la de mayor capacidad y mejor equipada entre todas las fundiciones de plomo argentífero en la República. La compañía fue constituida en junio de 1901, con un capital inicial de 1,200,000.00 (un millón doscientos mil pesos.) que posteriormente fue aumentada a cuatro millones y medio.

## sigloXX

### Las bases de una ciudad
El censo de 1900 en el centro poblado de Torreón fue de 13,845 habitantes, lo cual era 3 veces y media más que en 1895 (3,969 hab.). En la ciudad se ganaban los salarios agrícolas más altos del país y se les pagaba en efectivo, no en vales como en la mayor parte de México.
Entre diciembre de 1900 y julio de 1901, se otorgan las escrituras de lo que sería la más importante industria en la laguna: La fundición metalúrgica. Construida en junio de 1901 con una inversión inicial de 1, 200,000 pesos. Debido al gran éxito en sus primeros años de vida, en 1904 se crearon otros dos hornos que se sumaron a los seis existentes.
Otras compañías que se fundaron a inicios del siglo son:
1900 – Fábrica de jabón La Unión
1901 – Rastros de Torreón y Parral S.A.
1904 – Mexico Mining & Developing
1905 – Continental Mexican Rubber Co.
1905 – Guayuelera de Torreón

### La ciudad de Torreón

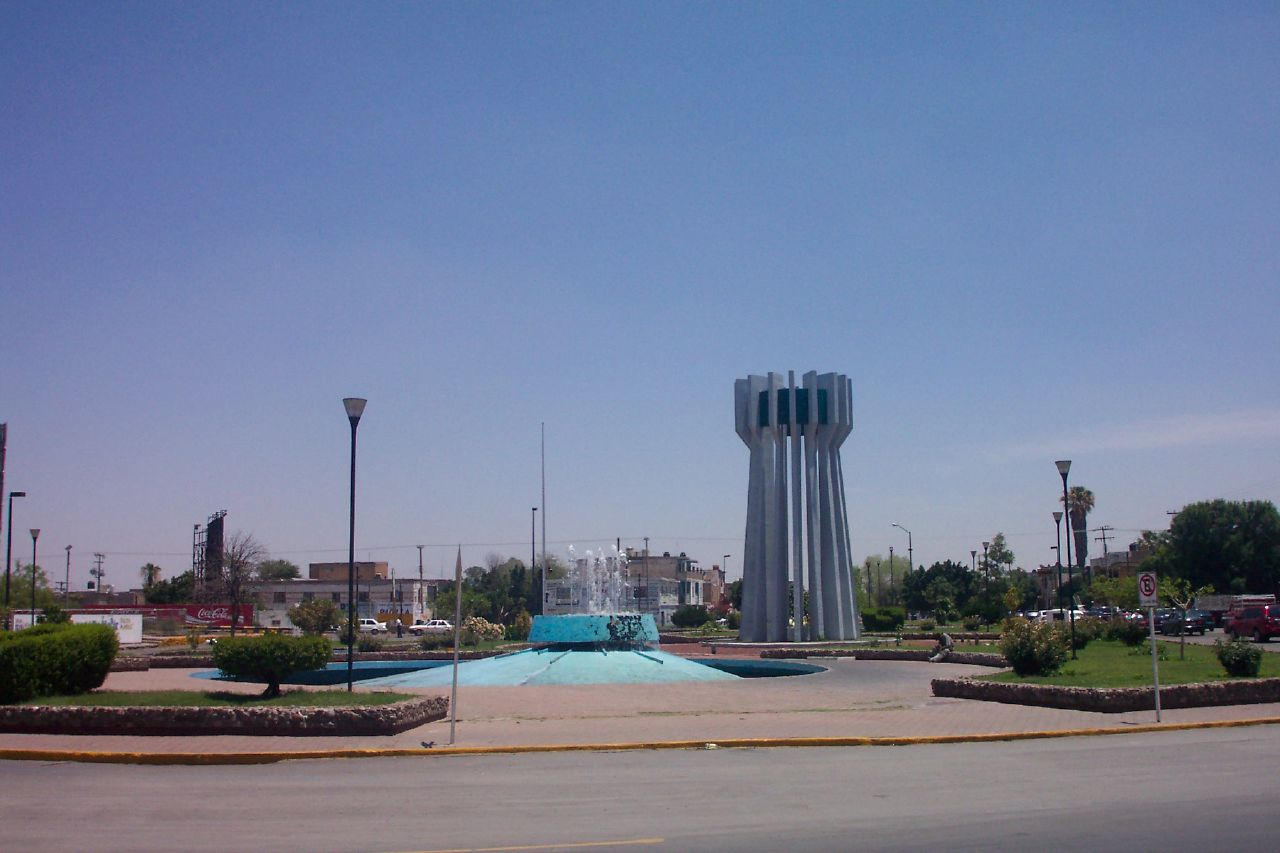
"El Torreón".

Los logros de los habitantes de la villa en los últimos años y el creciente desarrollo industrial impresionaron al Primer Magistrado de Coahuila y se comprometió a someter a la Legislatura del Estado una iniciativa para ascender a Torreón como ciudad. El 13 de julio de 1907, la Legislatura expidió el derecho respectivo, y el 15 de septiembre de 1907, se elevó Torreón a la categoría de ciudad.
Desde el un punto de vista urbano-morfológico, la ciudad de Torreón es un caso aparte comparado con otras ciudades del país, particularmente aquellas fundadas durante el periodo colonial que siguieron las ordenanzas de las leyes de indias. El inicio y desarrollo de Torreón se vincula a la construcción del Ferrocarril Central Mexicano. Similar a otras ciudades norteamericanas desarrolladas de la misma manera, la traza ortogonal de Torreón se artículo siguiendo la línea ferroviaria existente, a fin de maximizar la ganancia por la venta de terrenos.

### Revolución Mexicana
En Torreón, como en muchas partes del país, se recurrió a la persecución de simpatizantes maderistas de forma violenta. Algunos de ellos ya estaban en prisión antes de estallar la Revolución, entre ellos El P. Manuel N. Oviedo, que fue uno de los principales organizadores de la conspiración en Torreón. Algunas de estas medidas fueron las que causaron que muchas personas se lanzaran a defenderlos en le batalla de la Revolución.
En 1911 se ataca a la ciudad de San Pedro, convirtiendo a Torreón en una fuerte base militar. El 15 de mayo de ese año se efectúa la primera toma de Torreón por los Maderistas. En esta intervención se asesina a habitantes de origen chino quienes se dedicaban al campo, restaurantes, lavanderías y banqueros.
El 1 de octubre de 1913, ahora comandados por Francisco Villa, llegan a Torreón las fuerzas revolucionarias. Esta vez causaron grandes incendios, de los cuales se pueden observar aun sus rastros en las compuertas de los tajos del Torreón y El Coyote, Casa Colorada y en El Casino de la Laguna.
En 1916, Torreón vuelve a ser tomado por Villa, exigiendo un préstamo forzoso de 1 millón de pesos. También se saquearon y quemaron todas las imprentas para que no hablaran mal de él. Esta fue la última toma violenta, Villa regresó a Torreón en 1917 pero solo para visitarla.
En el contexto de la Revolución mexicana, en la madrugada del 15 de mayo de 1911 se produjo el famoso y triste acontecimiento xenófobo de la "matanza de chinos de Torreón": la masacre inició en el restaurante de Park Jan Jong, luego, las turbas se dirigen a la tienda de Hoo Nam, donde matan a los empleados. Pasan al negocio de pieles de Mar Young; destruyen las tiendas de King Chow, y el negocio de Yee Hop, donde matan a 13 personas. Al llegar al centro, asaltan el edificio donde operaban la Compañía Shanghái y el Banco Chino, saquean ambos locales, desde el tercer piso del Banco Chino son lanzados hacia la calle cuerpos de ciudadanos chinos asesinados. Para inicios del siglo XX, la colonia china más grande del país era la de Torreón, según datos proporcionados en el Archivo Histórico Eduardo Guerra, en 1911 cerca 600 o 700 colonos chinos vivían en la ciudad, cuando ésta tenía cerca de 40 mil habitantes, lo que significaba una gran presencia de la minoría asiática. En Torreón se libraron, el 30 de septiembre de 1913 y en abril y mayo de 1914, varios combates durante la Revolución mexicana, entre las tropas de Francisco Villa y los federales (soldados del gobierno regente). Un censo llevado a cabo a finales del siglo XIX muestra sólo 40 personas registradas como chinos en la Ciudad de México, pero en 1910 ese número había aumentado a 1 482. Con el inicio de la Revolución Mexicana, muchos chinos se asentaron en los estados del norte hacia el sur a la ciudad, tanto para escapar de los combates como del sentimiento nacionalista que se había dirigido especialmente contra ellos. Esto culminó en 1911, con un asesinato de 303 chinos, justamente en Torreón. Los chinos en la Ciudad de México se congregaron en la calle de Dolores a una cuadra al sur de la Alameda Central y el Palacio de Bellas Artes, en el centro histórico de la Ciudad de México. Eran básicamente hombres de negocios: abrieron restaurantes, lavanderías, panaderías y tiendas de manteca de cerdo. Aunque en un principio esta población se concentraba en este barrio, en particular entre 1910 y 1930, las empresas de propiedad china se extendieron a otras partes de la ciudad, especialmente al centro histórico. El número de chinos mexicanos en la ciudad alcanzó su pico durante la década de los 20 y los 30. Cuando el gobierno mexicano trató de expulsar a todos los chinos (nacidos en México o no) del país, la gestión para deportar a más del 70% se realizó entre 1930 y 1940. El nombre de la ciudad hace referencia al casco de la Hacienda "El Carrizal", propiedad de Leonardo Zuloaga, que estaba completamente amurallada y tenía un torreón en una de sus esquinas para alertar de las constantes incursiones de indígenas, como los tobosos, que vivían en la otra orilla del río Nazas. El esquema de la batalla para la toma de Torreón es parte de uno de los temarios que se realizan en la academia militar estadounidense de West Point.

## El camino a la modernidad
- 1907 - Se funda el Mercado Juárez

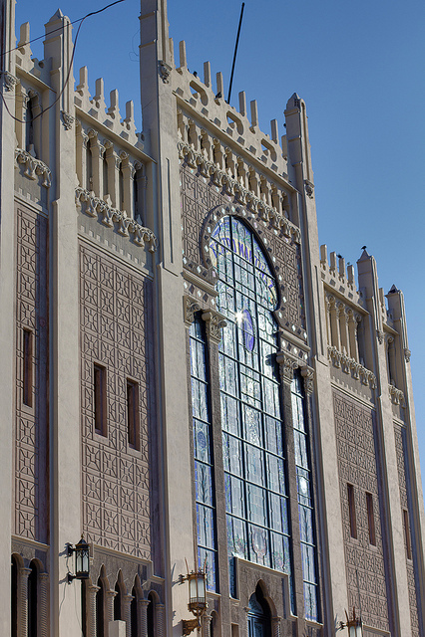
Fachada del Teatro Isauro Martínez

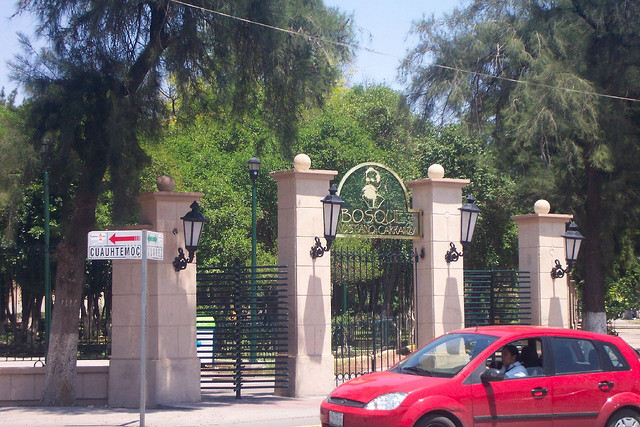
Bosque Venustiano Carranza.

- 1917 – Don Rosendo Guerrero funda el diario La Opinión.
- 1918 – Don Fernando Rodríguez y Don Ángel Urraza, junto con un grupo de españoles construyen el Real Club de España, promoviendo el fútbol soccer en la región.
- 1919 – Don Isauro Martínez construye el Teatro Princesa.
- 1920 – Se crea el primer piso del Palacio Municipal.
- 1922 – Don Joaquín Moreno funda el diario “El Siglo”, posteriormente llamado “El Siglo de Torreón”.
- 1925 – Primera feria del algodón, que se sigue celebrando actualmente una de las más populares del norte del país.
- 1930 – Se inaugura el Teatro Isauro Martínez.
- 1941 – Se construye el Bosque Venustiano Carranza.
- 1947 – Se construye el Banco de México frente a la plaza de armas.
- 1951 – Se construyen el bulevar Independencia y el diagonal Reforma.
- 1965 – Se establece el Instituto Tecnológico de la Laguna
- 1974 – Se inaugura el ITESM Campus Laguna
- 1975 – Se empieza la construcción del bulevar Constitución, y se construye el monumento ubicado al poniente de esta vía.
- 1976 – El 22 de noviembre se inaugura el Museo Regional de la Laguna.

## Torreón, nueva era

### El Escudo de Torreón

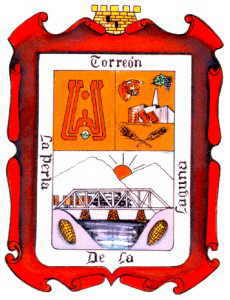
Escudo de Torreón

El Escudo de Armas de la Ciudad de Torreón fue aprobado por Decreto No 216 del Diario Oficial del Estado el día 7 de abril de 1981.
Los componentes básicos son: un escudo partido con dos campos superiores en oro, uno abajo en azul, con figuras naturales y artificiales: Sobre el campo derecho, el símbolo de la Ciudad, representando un Torreón estilizado con cierta alusión al asentamiento humano emanando de un capullo de algodón, asimismo con símbolos fundamentales de la vida regional: la vid, el trigo, la ganadería lechera. En el campo inferior es posible observar, el río y las Nazas por las cuales éste toma su nombre, sobre el fondo del Puente del Ferrocarril, se encuentran los cerros del Huarache y Calabazas que forman el Cañón del Huarache y entre ambos, el sol que representa a la Revolución Mexicana. Como divisa se aprecia “ La Perla de la Laguna”. Como Jefe, un Torreón almenado.

### Acontecimientos Importantes
- En 1985, durante los festejos del 75 aniversario de Torreón, se coloca un reloj público sobre el kiosco de la plaza de armas y se colocan algunas esculturas que fueron donadas. Ese mismo año se construye el Cristo de las Noas, sobre el cerro homónimo, este sería derrumbado para construir otro de más grandes dimensiones. Cristo de las Noas.

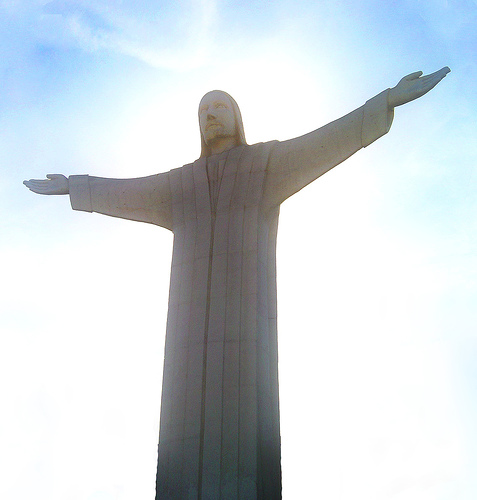
Cristo de las Noas.

- En 1988 se funda la Universidad Autónoma de la Laguna y se crea la Central Camionera al oriente de la ciudad.
- En 1993, dan inicio los festejos conmemorativos del centenario del nombramiento de la Villa de Torreón. Se emite una moneda conmemorativa, se da lectura del bando original y se presentan demostraciones culturales finalizando el 16 de octubre con un desfile de carros alegóricos.
- En 1997, para ser exactos el 12 de diciembre, se registra la primera nevada en la región en más de 30 años, lo cual es un evento sumamente extraño debido al clima desértico que predomina en la región.
- En los primeros meses de 1998 se presenta una de las sequías más intensas de la historia, pero en agosto de ese mismo año se presenta la precipitación más intensa desde que se lleva registro, elevando el pluviómetro a 112.2 milímetros. El 7 de noviembre de 1998 se inaugura el Museo del Ferrocarril.
- En 2005 se inaugura el Museo Arocena y el Museo de la Revolución.
- En 2006 inician los festejos del centenario de Torreón como ciudad, con una infinidad de actividades culturales en los diferentes teatros y plazas públicas, finalizando en septiembre de 2007 con una serie de conciertos de música popular y música moderna en avenidas aledañas a la alameda Zaragoza y en las instalaciones de la Feria del Algodón.
- En 2010 inicia la transformación del centro de la ciudad con la construcción de la Plaza Mayor.
- En 2013 entregan la nueva presidencia municipal y la Plaza Mayor Plaza Mayor

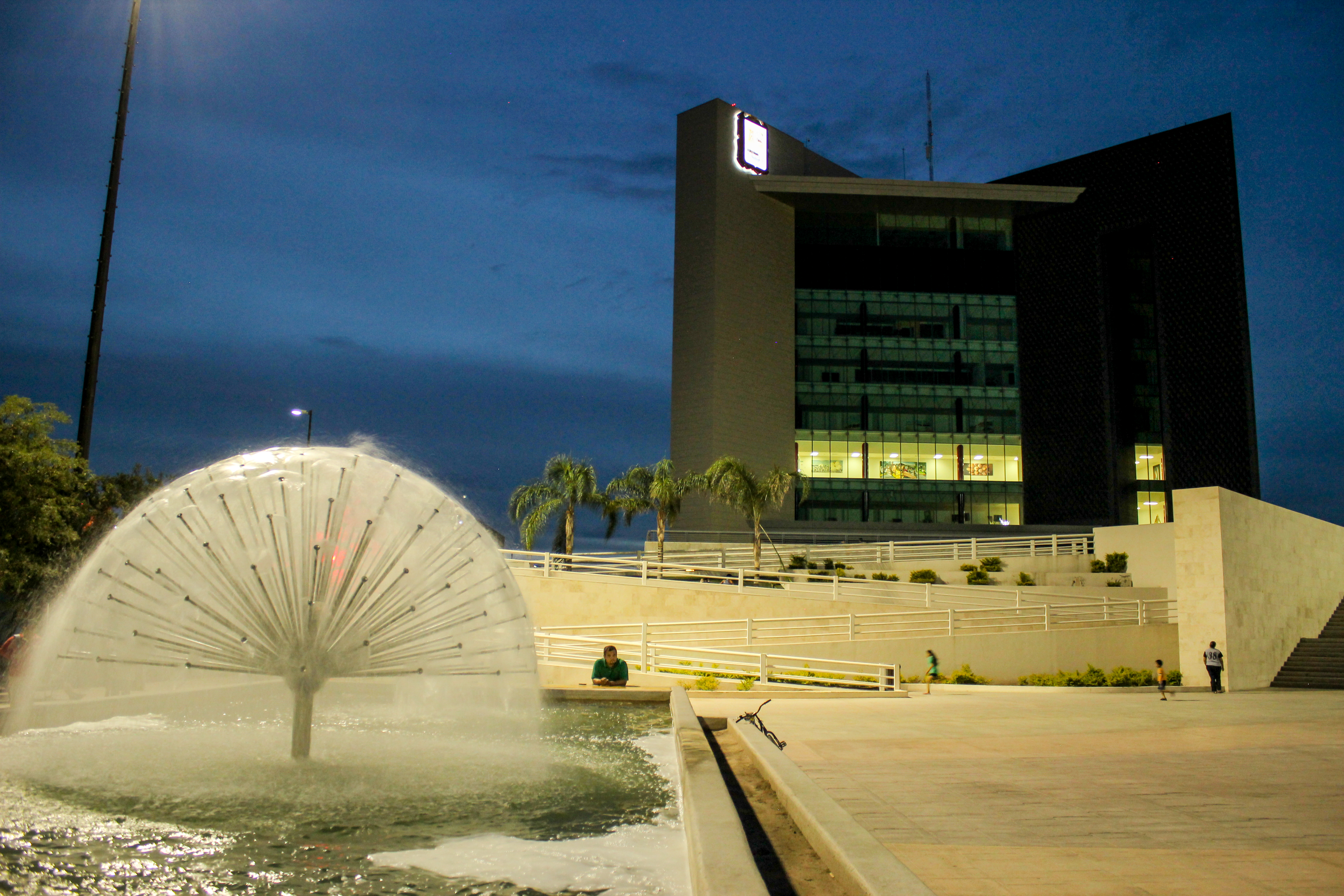
Plaza Mayor